# Riparia chinensis
Riparia chinensis (лат.) — вид воробьиных птиц из семейства ласточковых. Выделяют два подвида.

## Распространение
Обитают в северо-восточном Афганистане, Пакистане, северной части Индии, Мьянме, Южном Китае (Юньнань), Индокитае, а также на Тайвани, Филиппинах (Лусон). Возможно, также в южной части Таджикистана.

## Описание
Длина тела 10-11 см. Очень похожи на Riparia diluta indica и отличаются от представителей ранее признававшегося конспецифичным вида Riparia paludicola меньшими размерами, пропорционально немного более длинным хвостом и часто несколько более светлым крупом. У взрослых особей верхняя сторона тела мышино-серая или бледно-серо-коричневая, участок от подбородка до верхней части грудки кремово-коричневый или мышино-серый, контрастирующий с остальной частью более бледной нижней стороны тела, но при этом представители вида имеют более ограниченный коричневато-серый цвет на боках по сравнению с R. paludicola. Темная окантовка глаз часто лучше развита и может распространяться по бокам или у основания лба. Хвост выглядит прямоугольным или слегка раздвоенным. Самцы и самки в основном похожи.

## Биология
Стараются держаться у водоемов (особенно, в период размножения). Питаются насекомыми.
В кладке 2-4 белых яйца.